# Юрій Іванович Гольшанський
Юрій Іванович Гольшанський (пом. 1536) — державний діяч Великого князівства Литовського, князь дубровицький (1505—1536), степанський (1505—1511) і гольшанський (1511—1536), єдиний син князя Івана Юрійовича Гольшанського (пом. 1481) і Анни Михайлівни Чорторийської.

## Життєпис
В 1481 році у Вільно були страчені удільні князі-змовники Михайло Олелькович Слуцький і Іван Юрійович Гольшанський, які готували замах на життя свого родича і сюзерена, великого князя литовського Казимира Ягеллончика. Після смерті свого батька Юрій Іванович Гольшанський не успадкував батьківський уділ. Уділ страченого Івана Юрійовича Гольшанського розділили між собою його брати, князі Семен і Олександр. 1501 року призначається володимирським старостою і маршкалком Волинської землі.
В 1505 році помер князь степанський і дубровицький Семен Юрійович Гольшанський, залишивши після себе двох дочок: Анастасію і Тетяну. Молодша дочка, Тетяна Семенівна Гольшанська, була з 1509 року дружиною знаменитого полководця і великого гетьмана литовського Костянтина Острозького. Старша дочка, Анастасія (пом. 1511), після смерті свого батька успадкувала Степанське князівство. ЇЇ двоюрідний брат, князь Юрій Гольшанський, племінник Семена Юрійовича, отримав у володіння після смерті дядька Дубровицьке князівство.
В 1511 році після смерті княгині степанської Анастасії Семенівни Гольшанської на Степань стали претендувати її молодша сестра Тетяна (дружина великого гетьмана литовського Костянтина Острозького) і двоюрідний брат Юрій Іванович Гольшанський. Костянтин Острозький, чоловік Тетяни Гольшанської, заявив про свої претензії на Степанське князівство. Унаслідок довгих судових позовів Юрій Іванович Гольшанський втратив права на свою частку в Степані, права на Степанське князівство перейшли до Тетяни Гольшанської і її чоловіка Костянтина Острозького.
В тому ж 1511 році помер інший дядько Юрія — князь Олександр Юрійович Гольшанський. Після смерті Олександра Юрійовича, у якого було вісім дітей, Юрій Іванович Гольшанський успадкував Гольшанське князівство.
В 1536 році князь Юрій Іванович Гольшанський помер. Його старший син Януш (Іван) Гольшанський (пом. 1549) успадкував Дубровицьке князівство і Гольшани.

## Сім'я
Юрій Іванович Гольшанський був двічі одружений. Його першою дружиною була Уляна Іванівна Боровська, дочка московського князя-перебіжчика Івана Васильовича Боровського (пом. 1508). Вдруге одружився з княгинею Марією Андріївною Сангушко, дочкою старости володимирського і маршалка Волинської землі князя Андрія Олександровича Санґушка (пом. 1534) і Марії Іванівни Острозької.
Діти:
- Іван Юрійович Гольшанський-Дубровицький (пом. 1549), князь дубровицький і гольшанський (1536—1549), великий стольник литовський (1540), київський (1542—1544) і троцький (1544—1549) воєвода
- Федір Юрійович Гольшанський (пом. бл. 1528)
- Юліанія Юріївна Гольшанська  (пом. бл. 1540 р.) — православна свята праведна діва (канонізована за Петра Могили)
- Володимир Юрійович Гольшанський (пом. 1545), справця Київського воєводства (1543)
- Богдана Юріївна Гольшанська (пом. до 1558), дружина князя Федора Вишневецького (пом. 1549)
- Семен Юрійович Гольшанський (пом. 1556), князь дубровицький і гольшанський (1549—1556), великий стольник литовський (1555)
- Анастасія Юріївна Гольшанська (пом. 1561), дружина князя Кузьми Івановича Заславського (пом. 1556)
- Андрій Юрійович Гольшанський (пом. бл. 1547)
- Марія Юріївна Гольшанська (пом. 1586), 1-й чоловік — Андрій Якубович Монтовт, 2-й чоловік — Михайло Тихнович Козинський і 3-й чоловік — князь Курбський Андрій Михайлович (1528—1583)
- Софія Юріївна Гольшанська (пом. після 1594), дружина каштеляна новогрудського, князя Олександра Івановича Полубенського (? — 1608).
- Феодора Юріївна Гольшанська (пом. до 1576), дружина старости рогачовського і пінського, князя Богдана Васильовича Соломерецького (пом. 1565)
- Єлена Юріївна Гольшанська (пом. до 1557), дружина воєводи підляського і новогрудського Павла Івановича Сапіги (бл. 1490—1579)
- Анна Юріївна Гольшанська (пом. 1583), дружина Єлизара Кірдея-Мильського.